# باغ عالی
باغ عالی روستایی از توابع بخش مرکزی شهرستان دیر استان بوشهر در جنوب ایران. این روستا در ۵ کیلومتری شهر بردستان قرار دارد.

## جمعیت
این روستا در دهستان حومه دیر قرار دارد و بر اساس سرشماری رسمی ایران در سال ۱۳۹۵ آمار جمعیت آن کمتر از سه خانوار می‌باشد. بر همین اساس در سال ۱۳۸۵ آمار جمعیت آن آن (۴ خانوار) ۱۳ بوده است.

## مشخصات
باغ عالی مشهور به باغ گپو که در زمان قدیم کدخدایی این روستا مرحوم محمدعلی میرزایی معروف به محمدعلی زایر میرزا از اهالی تنگخوش فرزند خلیجه میرزایی معروف به خلیجه غریبو، زایر میرزا میرزایی معروف به زایر میرزاعلی حاج احمد، محمدعلی میرزایی همسرش خیری باقری فرزند علی و سکینه بوده یک فرزند دختر بنام معصومه داشته که در تاریخ ۱۴۰۲/۱۱/۲۴ درگذشت
یک زمین چند 17هکتاری مرحوم زایر میرزا بوده که به فرزندش بخشید و بعدها مرحوم محمدعلی میرزایی در وصیتش به وکیل خانوادگیش برای وقف حسینیه بنام مرحوم شود وکیل سید عبدالعلی حسینی از سادات دوراهک